# Guadalupe Amor
Pour les articles homonymes, voir Amor.
Amor  Schmidtlein est un nom espagnol. Le premier nom de famille, en général paternel, est Amor ; le second, en général maternel, souvent omis, est Schmidtlein.
Guadalupe Teresa Amor Schmidtlein, dite Pita Amor (Mexico, 30 mai 1918, Mexico 8 mai 2000), est une poétesse mexicaine appelée « La 11e Muse ».
Possédant des ancêtres allemands, espagnols et français, elle était la benjamine de sept enfants d'une famille qui appartenait à une aristocratie mexicaine déchue. Elle fut actrice et modèle pour de célèbres photographes et peintres comme Diego Rivera ou Raúl Anguiano.
Sa poésie, influencée par Sœur Juana Inés de la Cruz et Francisco de Quevedo se caractérise par des expressions directes à la première personne pour parler des thèmes métaphysiques.

## Œuvre
- 1946 : Yo soy mi casa (dédicacé à  Gabriela Mistral)
- 1947 : Puerta obstinada
- 1948 : Círculo de angustia
- 1949 : Polvo
- 1953 : Décimas a Dios
- 1958 : Sirviéndole a Dios, de hoguera
- 1959 : Todos los siglos del mundo
- 1984 : Soy dueña del universo